# NGC 4666
NGC 4666 es una galaxia espiral intermedia situada en la constelación de Virgo cerca de la estrella doble Gamma Virginis y que puede apreciarse con telescopios de aficionado. Se halla en las regiones exteriores del Cúmulo de Virgo, a 80 millones de años luz de la Vía Láctea, y es la galaxia más brillante de un grupo de galaxias pequeño que incluye entre otras a las galaxias NGC 4632 y NGC 4668.
NGC 4666, que se ve casi de canto, es notable por ser una galaxia con brote estelar (y una galaxia de núcleo galáctico activo), el cual se halla concentrado sobre todo en sus regiones centrales dentro de un radio de 3 kiloparsecs y que se piensa ha sido causado por interacciones gravitatorias con su vecina NGC 4668 -visible en el extremo inferior izquierdo de la imagen- y una galaxia enana también cercana, habiendo causado dichas interacciones una también elevada formación estelar en sus regiones exteriores, y estando envuelta por una gran nube de hidrógeno neutro que ocupa un área bastante mayor que la parte de la galaxia visible en el óptico que muestra diversas distorsiones causadas por tales interacciones, habiendo sido comparado el sistema con otras galaxias con elevada actividad de formación estelar causadas por compañeras cercanas cómo por ejemplo NGC 3628 y NGC 4631.
Al igual también que en las dos galaxias mencionadas, sobre todo NGC 4631, el brote estelar de su centro ha provocado la expulsión de gas al halo galáctico en la forma de un potente superviento.    